# César (título)
César (latim: [ˈkae̯.sar]; plural em latim: Caesares; em grego: Καῖσαρ Kaîsar) é um título de caráter imperial, associado a Roma Antiga. Ele deriva do cognome de Júlio César, general e ditador da República Romana. A transformação de sobrenome para título utilizado pelos imperadores romanos pode ser rastreada até o ano 68 d.C., após a queda da dinastia Júlio-Claudiana. Quando usado isoladamente, o título indicava os herdeiros aparentes ao trono imperial, que posteriormente adotariam o título Augusto ao ascenderem ao poder.
Na tetrarquia de Diocleciano, César era um título que correspondia aos imperadores juniores, assistentes dos Augustos. Esse título era usado pelos juniores em razão do título de Augusto ser ainda associado diretamente aos deuses e ao ato de Apoteose.

## Raiz onomástica

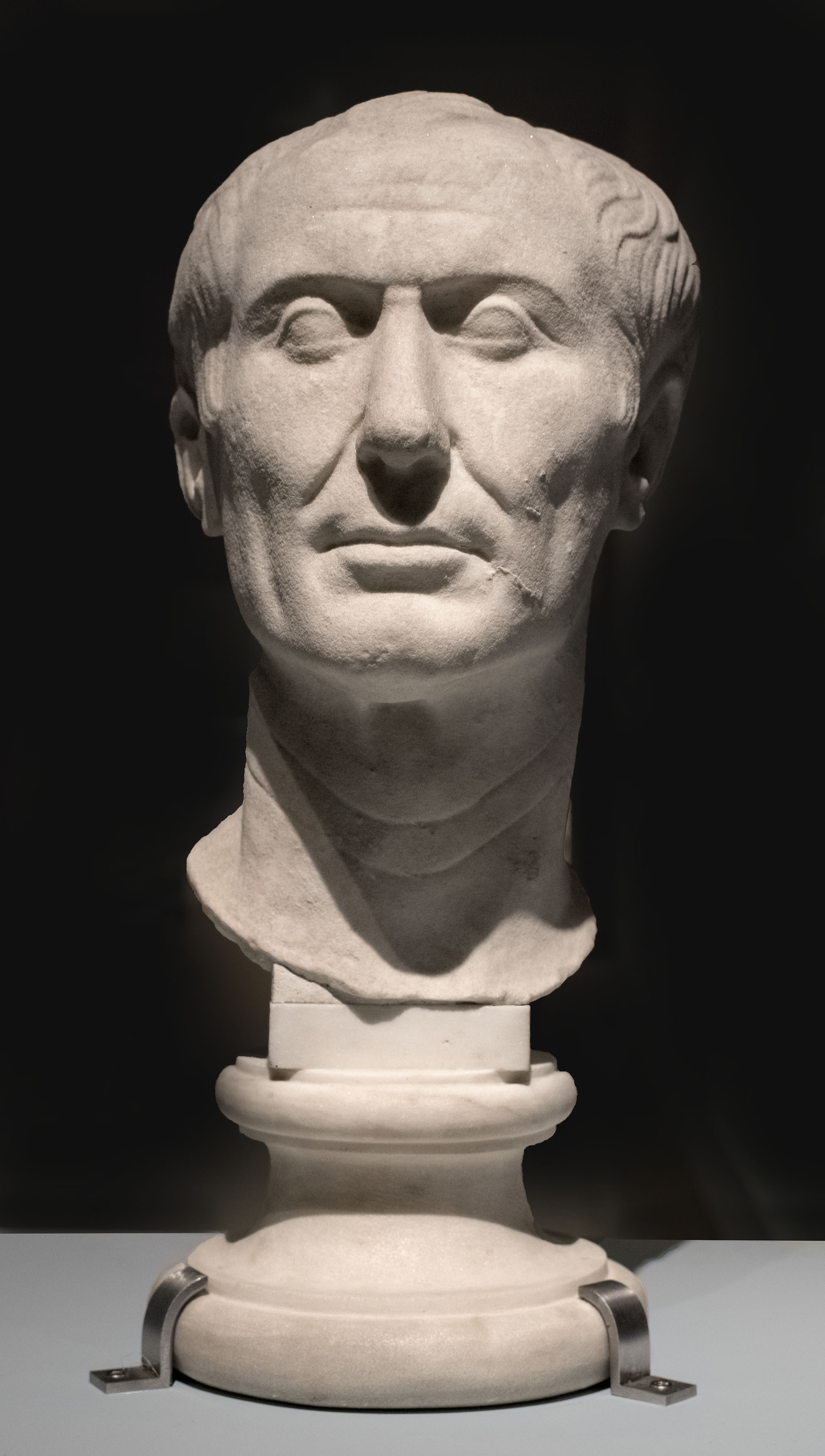
Busto de Júlio César

A palavra e título "César" tem uma origem onomástica que atravessa a história romana e deixou um legado duradouro na linguagem e na política. Originalmente, Caius Julius Caesar era o nome de família (gens Julia) de um dos mais famosos generais e estadistas da Roma Antiga. O nome "Caesar" (pronunciado algo como kaisar em latim clássico) era um cognome, ou seja, uma espécie de sobrenome usado para distinguir ramos dentro de uma mesma família nobre.
A etimologia exata de Caesar é debatida, mas algumas teorias antigas e medievais tentaram explicar sua origem com base em interpretações populares. Uma das mais conhecidas é a versão registrada pelo historiador romano Suetônio, que dizia que o nome derivaria de "caesus" (do latim caedere, "cortar"), pois um ancestral de Júlio César teria nascido por cesariana — o que, aliás, é o motivo pelo qual o termo "cesariana" foi associado a ele mais tarde, embora não seja historicamente preciso. Outra hipótese linguística mais sólida sugere que "Caesar" pode derivar de uma raiz etrusca ou de uma palavra latina antiga relacionada a "cabeludo" ou "com muito cabelo" (caesaries), talvez fazendo referência a uma característica física de um ancestral.
Independentemente de sua origem original, o nome Caesar passou a carregar grande peso político. Após o assassinato de Júlio César, seu herdeiro adotivo, Otaviano (depois conhecido como Augusto), adotou o nome "Caesar" como parte de seu título oficial. A partir daí, "César" deixou de ser apenas um nome de família e se tornou um título imperial associado ao poder supremo. Esse uso imperial se consolidou a ponto de dar origem a outros títulos em diferentes línguas e culturas: o "Kaiser" dos imperadores alemães e o "Czar" (ou Tsar) dos monarcas russos derivam diretamente do latim Caesar, mostrando a força simbólica e onomástica do nome como sinônimo de soberania.

## Imperador romano
Por motivos políticos e pessoais Octaviano decidiu realçar a sua ligação familiar a César, intitulando-se apenas Imperator Caesar (ao que o senado romano acrescentou o título honorífico de Augusto', "majestoso" ou "venerável", em 26), sem referir qualquer outro dos seus nomes. O seu sucessor como imperador, o seu enteado Tibério, também usava o nome por ser o seu; nascido Tibério Cláudio Nero, foi adoptado por César Augusto em 26 de junho de 4, tornando-se "Tibério Júlio César". O precedente estava estabelecido: o imperador designava o seu sucessor adoptando-o e dando-lhe o nome "César".
O quarto imperador, Cláudio, foi o primeiro a envergar a púrpura e a tomar o nome "César" sem o ser por motivos familiares (era, no entanto, membro da dinastia júlio-claudiana). O primeiro a subir ao trono e a adoptar o nome sem ter qualquer direito a nenhum destes foi o Sérvio Sulpício Galba, que se auto-intitulou Servius Galba Imperator Caesar a seguir à morte do último dos júlio-claudianos, Nero, em 68; ajudou também a consolidar "César" como o título do herdeiro atribuindo-o ao seu próprio herdeiro, (que adoptou), Lúcio Calpúrnio Pisão Frúgio Liciniano.
O reinado de Galba não foi longo e ele acabou rapidamente deposto por Marco Otão, o qual foi por sua vez derrotado por Aulo Vitélio, intitulado Aulus Vitellius Germanicus Imperator Augustus; é de notar que Vitélio não adoptou imediatamente o nome "César", e é possível que tenha querido substituí-lo por "Germânico" (nome que atribuiu ao seu próprio filho nesse mesmo ano).
Ainda assim, César tornara-se de tal modo parte integrante da dignidade imperial que foi imediatamente restaurado por Vespasiano, o qual, ao derrotar Vitélio em 69 pôs fim ao período de instabilidade e fundou a dinastia flaviana. O filho de Vespasiano, Tito tornou-se "Tito César Vespasiano".

## Título dinástico menor
Nesta época, o estatuto de "Caesar" fora regularizado como sendo o título concedido ao sucessor designado do imperador (junto, ocasionalmente, com o título honorífico Princeps Iuventutis, "Príncipe da Juventude") e conservado após a subida ao trono (por exemplo, Marco Úlpio Trajano tornou-se o herdeiro de Marco Cocceio Nerva como César Nerva Trajano em Outubro de 97 e subiu ao trono a 28 de janeiro de 98 como Imperator Caesar Nerva Traianus Augustus). Depois de algumas variações na época dos primeiros imperadores, a forma de empregar os nomes do sucessor dsignado era (nomes) César antes da subida ao trono e Imperator César (nomes) Augusto depois da subida ao trono; começando com Marco Aurélio Severo Alexandre, tornou-se comum designar o sucessor ao trono imperial como (nomes) Nobilissimus Caesar em vez de simplesmente (nomes) Caesar.
O uso de César pelo parceiro júnior de um consórcio imperial verificou-se naturalmente em "impérios" separatistas, desejosos de imitar o original romano. Por exemplo, o último imperador gaulês, Tétrico I, concedeu o título ao filho, Tétrico II.
A 1 de março de 293, Caio Aurélio Valério Diocleciano instituiu a Tetrarquia, um sistema de governo de dois imperadores sénior e dois sub-imperadores júnior. Os dois imperadores sénior eram identificados da mesma forma que os antigos imperadores, como Imperator Caesar (nomes) Pius Felix Invictus Augustus (Heliogábalo introduzira a expressão Pius Felix, "Piedoso e Abençoado", enquanto Caio Júlio Vero Maximino Trácio introduziu o uso de Invictus, "Invicto"), e eram chamados os Augustos, enquanto os dois imperadores júnior usavam os títulos dos sucessores imperiais anteriores, (nomes) Nobilissimus Caesar. Do mesmo modo, os imperadores júnior conservavam o título de César ao ascenderem ao trono.
- A Tetrarquia foi rapidamente abandonada como sistema (embora os quatro quartos do império permanecessem sob a designação de prefeituras pretorianas, e o sistema anterior de imperador/sucessor designado foi restaurado, tanto no Ocidente latino (caesar) quanto no Oriente helénico (kaisar); o colapso do Império Romano do Ocidente fez "César" cair em desuso (embora os imperadores romano-germânicos se chamassem Kaiser em alemão, os seus títulos correctos em latim eram, normalmente, imperator augustus, sem caesar), e a maior parte das línguas faladas no Ocidente usam derivados de imperator para designar "imperador". De facto, na história mais recente a palavra imperator veio a substituir o significado original de imperator em latim.

No Oriente, o kaisar ganhou uma coroa (sem cruz) e era inferior no protocolo em relação ao Patriarca de Constantinopla; em resultado disso, o título passou a ser visto como mais adequado para um príncipe da família imperial, para um regente ou para um sucessor ao trono (os sucessores era normalmente coroados co-imperadores durante os reinados dos seus antecessores). A proliferação de "Césares" levou Aleixo I Comneno a criar o título superior de sebastocrator (significando "senhor majestoso", conjugando sebasto e autocrator, os sinónimos em grego de augustus e de imperator) para o seu irmão Isaac. Quer "Kaisar" quer "Sebastocrator" foram "despromovidos" quando Manuel I Comneno introduziu déspota como título superior; ao contrário do César e do Sebastocrata, o déspota acrescentava significado administrativo ao seu grau protocolar.

## Legado
A história de "César" como título imperial é reflectida pelos seguintes títulos monárquicos, normalmente reservados para "Imperador" e "Imperatriz" em muitas línguas (note-se que o nome César, pronunciado Sé-zár em português, era pronunciado cai-ssár em latim clássico):
Línguas germânicas:
- Dinamarquês: Kejser & Kejserinde;
- Holandês: Keizer & Keizerin;
- Alemão: Kaiser & Kaiserin;
- Islandês: Keisari & Keisaraynja;
- Norueguês: Keiser & Keiserinne;
- Sueco: Kejsare & Kejsarinna

Línguas eslavas e bálticas:
- Bielorrusso: Tsar & Tsarytsa; contudo, no império russo (o que se reflectiu em algumas das suas línguas), que se intitulava a "terceira Roma" por ser sucessor do império bizantino, caiu em desuso (não nas traduções em línguas estrangeiras, porém) como título imperial - a favor de Imperator e de Autocrator- e usado como título mais baixou, real, para governantes de partes do império, v.g. a Geórgia ou a Sibéria.
- Búlgaro: Tsar & Tsaritsa;
- Servo - Croata: Car & Carica (c lê-se ts);
- Checo: Císař & Císařovna;
- Letão: Keizars & Keizarienne;
- Polaco: Cesarz & Cesarzowa;
- Russo: Czar & Czaritsa
- Eslovaco: Cisár & Cisárovná;
- Esloveno: Cesar & Cesarica;
- Ucraniano: Tsar & Tsarytsya

Outras línguas:
- Árabe: Qaysar - قيصر
- Estónio: Keiser & Keisrinna;
- Finlandês: Keisari & Keisarinna;
- Hebraico: Keisár & Keisarít;
- Húngaro: Császár & Császárnő;
- Turco: Kayser-i-Rûm "César de [Constantinopla, a segunda] Roma", um de muitos títulos secundários que proclamavam o Sultão otomano (cujo título principal era Padixá) como sendo o sucessor (muçulmano) de "Rum", (o império bizantino para os Turcos e aquilo que os bizantinos chamavam a si mesmos), continuando a usar o nome para parte do território conquistado ao bizantinos (comparar com o sultanato do Seljúcidas de Rum).

Há outros casos em que um nome próprio se tornou um título, como no nome em latim de Carlos Magno -incluindo o epíteto- Carolus (magnus), que se tornou no título "Rei" nas línguas eslavas: Kralj (Servo-Croata), Král (Checo) e Krol (Polaco), etc..